# La gripe "U"
La gripe "U"  es una historieta de Mortadelo y Filemón de 2010 del historietista español Francisco Ibáñez.

## Trayectoria editorial
Fue dibujada en 2009 y puesta a la a la venta en 2010 en el álbum número 134 de Magos del Humor en 2010 y más tarde en el nº 187 de la colección Olé.

## Sinopsis
Una virulenta gripe está afectando a varios miembros de la T.I.A., por lo que Mortadelo y Filemón deberán averiguar cuál es el foco de infección. Tras investigar en la T.I.A., un hospital, unos grandes almacenes y un restaurante finalmente descubren que el culpable es el kamikaze Regúlez que quiere vender la cura de la gripe "U" para tener dinero con el que pagarse la cirugía estética.

## Alusiones
La historieta está inspirada por la pandemia de gripe A de 2009.